# Laußig
Laußig là một đô thị trong huyện of Nordsachsen, bang tự do Sachsen, nước Đức. Đô thị Laußig có diện tích 100,009 km², dân số thời điểm ngày 31 tháng 12 năm 2005 là 4445 người.